# Satyricon (boek)
Het Satyricon of de Satyrica is een Romeinse schelmenroman, waarschijnlijk geschreven door Gaius Petronius Arbiter. Het oorspronkelijk zestiendelige verhaal is fragmentarisch overgeleverd. Satyricon was een reactie op de toen populaire liefdesverhalen. In plaats van het klassieke romantische koppel stond een verdorven trio uit de lagere regionen van de Romeinse maatschappij centraal. De bekendste passage, Maaltijd van Trimalchio, beschrijft een maaltijd met de rijke parvenu Trimalchio, een voormalige slaaf, en zijn buitenissige vrienden.
De roman is bewaard gebleven in diverse middeleeuwse manuscripten. In 1664 verscheen voor het eerst een kritische uitgave en sindsdien is het werk in vele talen vertaald. Het geldt als een van de klassiekers van
de westerse literatuur.
Een fragment uit het hoofdstuk Pertinacia:
Interim imperator provinciae latrones iussit crucibus affigi secundum illam casulam, in qua recens cadaver matrona deflebat. Proxima ergo nocte,  miles, qui cruces asservabat, ne quis ad sepulturam corpus detraheret, notavit lumen inter monumenta clarius fulgens et gemitum lugentis audivit. Vitio gentis humanae concupiit scire quis aut quid faceret. Descendit igitur in conditorium, visaque pulcherrima muliere, primo turbatus quasi quodam monstro infernisque imaginibus substitit.
(Intussen beval de heerser van de provincie dat rovers aan kruisen genageld werden naast de ruimte waarin de vrouw huilde om het recente lijk. De volgende nacht bemerkte een soldaat, die de kruisen bewaakte opdat niet iemand het lichaam eraf zou trekken om het te begraven, het lichtje dat tamelijk helder schijnend te midden van de grafmonumenten en hij hoorde het gejammer van de rouwende. Door de fout van het menselijke geslacht, wilde hij weten wie of wat dat maakte. Dus hij daalde af in de grafkelder, en nadat de zeer mooie vrouw was gezien, bleef hij eerst, in de war gebracht als door een of ander monster of door helse verschijningen, stokstijf staan.)

## Nederlandse vertalingen
Anton Daniël Leeman bezorgde in 1966 een nagenoeg volledige Nederlandse vertaling, herzien in 1972 en sindsdien regelmatig herdrukt. In 2006 bracht Vincent Hunink een nieuwe vertaling waarin ook het door Leeman weggelaten gedicht is opgenomen.
- Petronius, Satyricon; vertaald en toegelicht door A.D. Leeman, Amsterdam 1966 (en vele herdrukken)
- Petronius, Satyrica; vertaald en toegelicht door Vincent Hunink, Amsterdam 2006